# Letovčice
Letovčice, někdy též Letošice, je zaniklá vesnice, která se nalézala na katastru obce Smidary někde na území vymezeném obcemi Skřivany, Smidary a Stihňovem.

## Historie
O vesnici se dochovaly písemné zprávy z let 1412, 1437 a 1439. Vesnice zanikla pravděpodobně během husitských válek. 